# إيفان بوبوفيتش
إيفان بوبوفيتش هو لاعب كرة قدم صربي في مركز الدفاع، ولد في 3 نوفمبر 1979 في بلغراد في صربيا. لعب مع نادي أوبليتش ونادي أويبست ونادي تشوكاريتشكي ونادي فويفودينا.